# Березняк (ботанічний заказник)
Березняк — ботанічний заказник місцевого значення в Україні. Розташований у межах Бахмацького району Чернігівської області, біля села Курінь.
Площа - 36,6 га. Статус присвоєно згідно з рішенням Чернігівської обласної ради від 14.05.1999 р. Перебуває у віданні Курінської сільської ради.
Статус присвоєно для збереження показової ділянки чистих березняків злакових віком 30 років, яка має важливе рекреаційне значення.